# Широких, Алексей Александрович
Алексей Александрович Широких (род. 1 января 1975) — российский борец греко-римского стиля. Призёр чемпионата России.Призер Чемпионата Мира Мастер спорта России международного класса.

## Карьера
В июне 1998 года в Анкаре стал бронзовым призёром чемпионата мира среди студентов. В ноябре 2000 года в Токио стал чемпионом мира среди студентов. В январе 2001 года в Перми, одолев в схватке за 3 место Данила Халимова, стал бронзовым призёром чемпионата России. В начале марта 2015 года был назначен президентом федерации спортивной борьбы Санкт-Петербурга. Окончил Санкт-Петербургский государственный экономический университет.

## Спортивные результаты
- Чемпионат мира по борьбе среди студентов 1998 — ;
- Чемпионат мира по борьбе среди студентов 2000 — ;
- Чемпионат России по греко-римской борьбе 2001 — ;